# Kaş

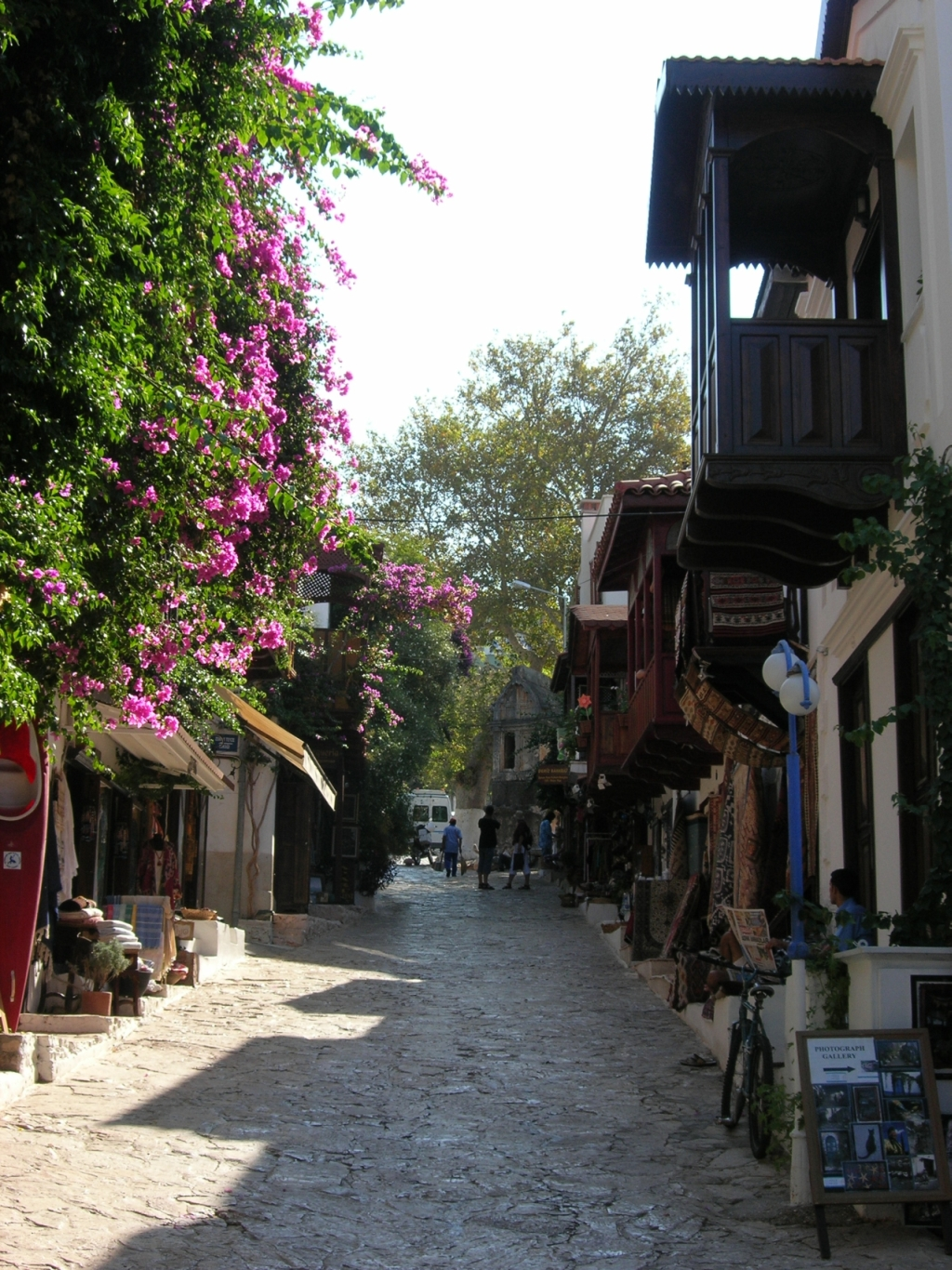
Gata i Kaş. Längst ned på gatan syns en antik lykisk grav.

Kaş är en mindre stad i provinsen Antalya i södra Turkiet, i det historiska landskapet Lykien. Staden är huvudort för ett distrikt med samma namn och folkmängden uppgick till 7 192 invånare i slutet av 2011. I bukten utanför staden ligger den grekiska ön Kastellorizo, den östligaste ön i Grekland. Under antik tid hette staden Antifellos.

## Kommunikationer
Kaş ligger cirka 2,5 timmars bilfärd från Dalamans flygplats och 3,5 timmar från Antalyas flygplats. Vägarna som leder till staden är slingriga och smala. Det går färjetrafik till Kastellorizo.

## Turism
Trots läget på den turkiska sydkusten, mitt emellan Antalya och Fethiye, är Kaş relativt orört av turister. Främst är det turkiska turister som kommer till staden.